# Le paesane

Le paesane è una raccolta di racconti di Luigi Capuana. 
La raccolta, pubblicata per la prima volta nel 1894, comprende 20 novelle. Se ne dà qui l'elenco:
- Il canonico Salamanca
- Lo sciancato
- Rottura col patriarca
- La mula
- Notte di San Silvestro
- Gli scavi di Mastro Rocco
- Alle Assise
- Il muletto delle donne
- Lotta sismica
- Mastro Cosimo
- Tre colombe e una fava
- Don Peppantonio
- Il prevosto Montoro
- Fra' Formica
- La conversione di Don Ilario
- Comparatico
- Il medico dei poveri
- Il tabbutu
- Quacquarà
- Il mago